# 那钦双和尔
那钦双和尔（1899年—1985年4月15日），男，蒙古族，锡埒图库伦旗（今内蒙古自治区通辽市库伦旗）人，中华人民共和国军事人物、政治人物。历任第四、第五届内蒙古自治区政协副主席，第四、五届全国人大代表。

## 生平
1945年9月，那钦双合尔与一批蒙古青年从长春赴王爷庙。参加了东蒙地区赴蒙古代表团到蒙古人民共和国考察。
1946年初奉命改编1000余人的辽北骑兵支队（支队长郭宝山），出任“辽吉军区骑兵第六支队”司令员。1946年5月任内蒙古人民自卫军骑兵第二师师长。1947年“五一大会”被选为第一届内蒙古自治政府19名委员之一兼军事部副部长。1947年9月任哲里木盟军分区司令员。1948年调内蒙古军区参加整风学习。1948年底任内蒙古军区副司令员兼后勤部部长。
1949年后任内蒙古自治区东部区行政公署副主任、内蒙古体委副主任。1985年3月被正式吸收为中国共产党党员。